# Bubo africanus
El búho manchado (Bubo africanus), también llamado búho africano o búho manchado africano, es una especie de búho de tamaño mediano que vive en una diversidad de biomas del sur de África y de Arabia. 

## Taxonomía
Antes de 1999 esta especie incluía a Bubo cinerascens como una subespecie pero ambas especies difieren en morfología y en aquellos lugares donde sus rangos coinciden no hay constancia de que se crucen por lo que se ha decidido dividirlas en dos especies diferentes.
Se reconocen tres subespecies diferentes:
- B. a. milesi (Sharpe, 1886) Vive en la península arábiga.
- B. a. africanus (Temminck, 1821) Ocupa la mayor parte del rango africano exceptuando el sureste de Kenia.
- B. a. tanae (Keith & Twomey, 1968) entorno del río Tana y las colinas Lali en el sureste de Kenia.

## Descripción
Alcanza unos 45 cm de media y pesa entre 490 y 620 los machos y las hembras que son más grandes pesan entre 640 y 890 gramos.  Su envergadura es de 100 a 113 cm. El disco facial es blanquecino u ocre pálido con un borde negruzco y los ojos son amarillos. Tiene unos penachos de plumas prominentes semejantes a orejas encima de la cabeza, como muchas de las especies del género Bubo, el plumaje del dorso es de un color pardo-castaño salpicado de manchas negras y blancas y las partes inferiores son blanquecinas con franjas castañas. El plumaje de las alas y de la cola forman barras oscuras y claras. Ls garras y el pico son de color marrón oscuro o negruzco. Generalmente los machos son más pálidos que las hembras. Existe una variación en la coloración presente en algunos individuos con un color de fondo más pálido que la forma habitual.

## Distribución y hábitat

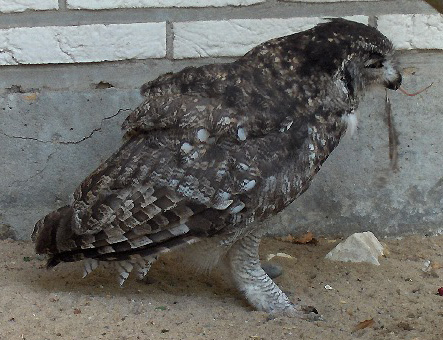

El búho manchado es natural de la península arábiga y África. Su distribución se extiende desde Gabón hasta Arabia, a través del oriente de África hasta el sur del continente.
Vive en varios hábitats evitando siempre los bosques densos y prefiriendo los espacios abiertos. Suele frecuentar bosques abiertos, sabanas, desiertos, semidesiertos y matorrales; además de zonas rocosas, tierras de labranza e incluso grandes jardines en las ciudades. Puede vivir desde el nivel del mar hasta los 2100 m de altitud.

## Comportamiento
Los búhos manchados toman pareja de por vida. Son capaces de criar una nidada cada año. Las parejas instalan sus nidos en árboles, huecos en rocas o incluso en el suelo (entre la hierba o debajo de un arbusto) o en las cornisas de los edificios. Este nido puede usarse durante varios años. La puesta de los huevos comienza en julio y continúa hasta las primeras semanas de febrero (aunque esta etapa se acorta en el sur de África. La hembra incuba de 2 a 4 huevos durante 30-32 días y es alimentada por el macho durante este período. Los polluelos nacen ciegos y comienzan a abrir los ojos a los 7 días. Sus ojos comienzan a ponerse grises y gradualmente se vuelven amarillos cuando tienen alrededor de 2 semanas. Las crías comienzan a abandonar el nido y exploran aproximadamente a las 4-6 semanas y normalmente vuelan a las 7 semanas. Los padres continúan cuidando a los jóvenes durante otras 5 semanas aunque se desconoce la edad exacta de la independencia total. La madurez sexual completa se alcanza 1 año después de emplumar. Pueden vivir hasta diez años en estado salvaje y hasta veinte en cautiverio.
El búho manchado es mayormente nocturno, pero a veces se activa antes del atardecer. Durante el día, descansa en los árboles, grietas de rocas, entradas de cuevas, sitios protegidos en cornisas, en el suelo entre rocas, debajo de arbustos, en pastos altos o, a veces, en madrigueras de mamíferos más grandes. Cuando se posa en los árboles, generalmente se sienta cerca del tronco con las plumas comprimidas y los mechones de las orejas erigidos. Las parejas a veces se posan juntas, participando en el acicalamiento mutuo.
Se alimenta de insectos y otros artrópodos, pequeños mamíferos, aves y reptiles, aunque también puede alimentarse de carroña. Para cazar, se posará en algún lugar elevado desde donde intentará localizar alguna presa, cuando la encuentre se lanzará hacia ella. También esta habituado a cazar algunas presas en pleno vuelo. Es un cazador no especializado y, en consecuencia, es itinerante, permanece en una región determinada para cazar durante algunas semanas o meses, y luego continúa cuando la presa local ya no abunda. Por lo general, regresará a intervalos impares de uno o dos años, según las condiciones locales. Una pareja de adultos suele ser muy agresiva en la defensa de su territorio de caza.

## Conservación
El rango de expansión del búho manchado es bastante amplio lo que hace que la especie tenga una preocupación menor para la UICN. Se desconoce el tamaño de la población pero se cree que esta permanece estable y no corre peligro. Se encuentra amenazada por la destrucción de su hábitat y la expansión humana: cambio en el uso del suelo para la agricultura, con el uso de insecticidas, etc. A veces son atropellados o se electrocutan al chocar contra el tendido eléctrico.

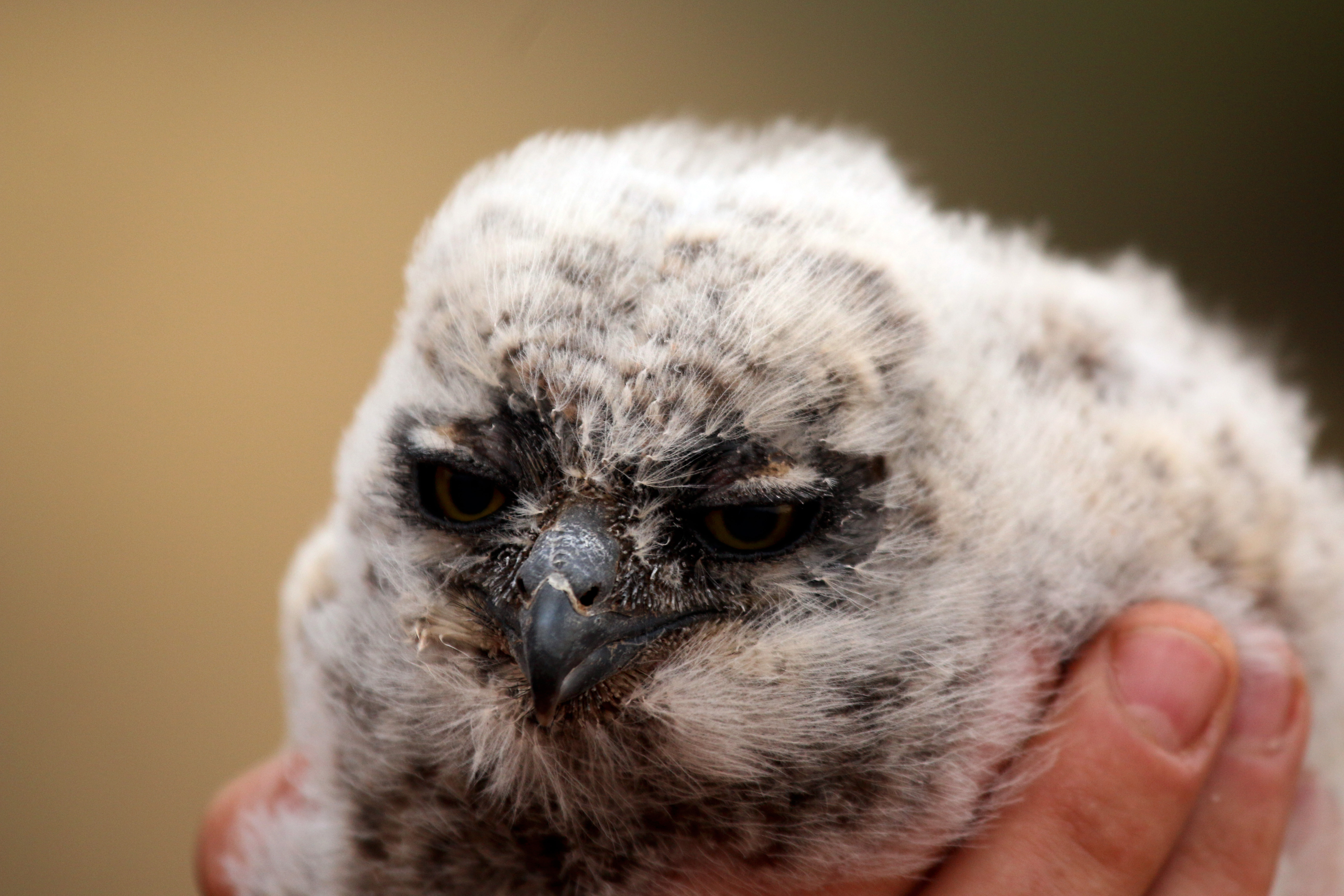
Polluelo, Tswalu Kalahari Reserve, Sudáfrica
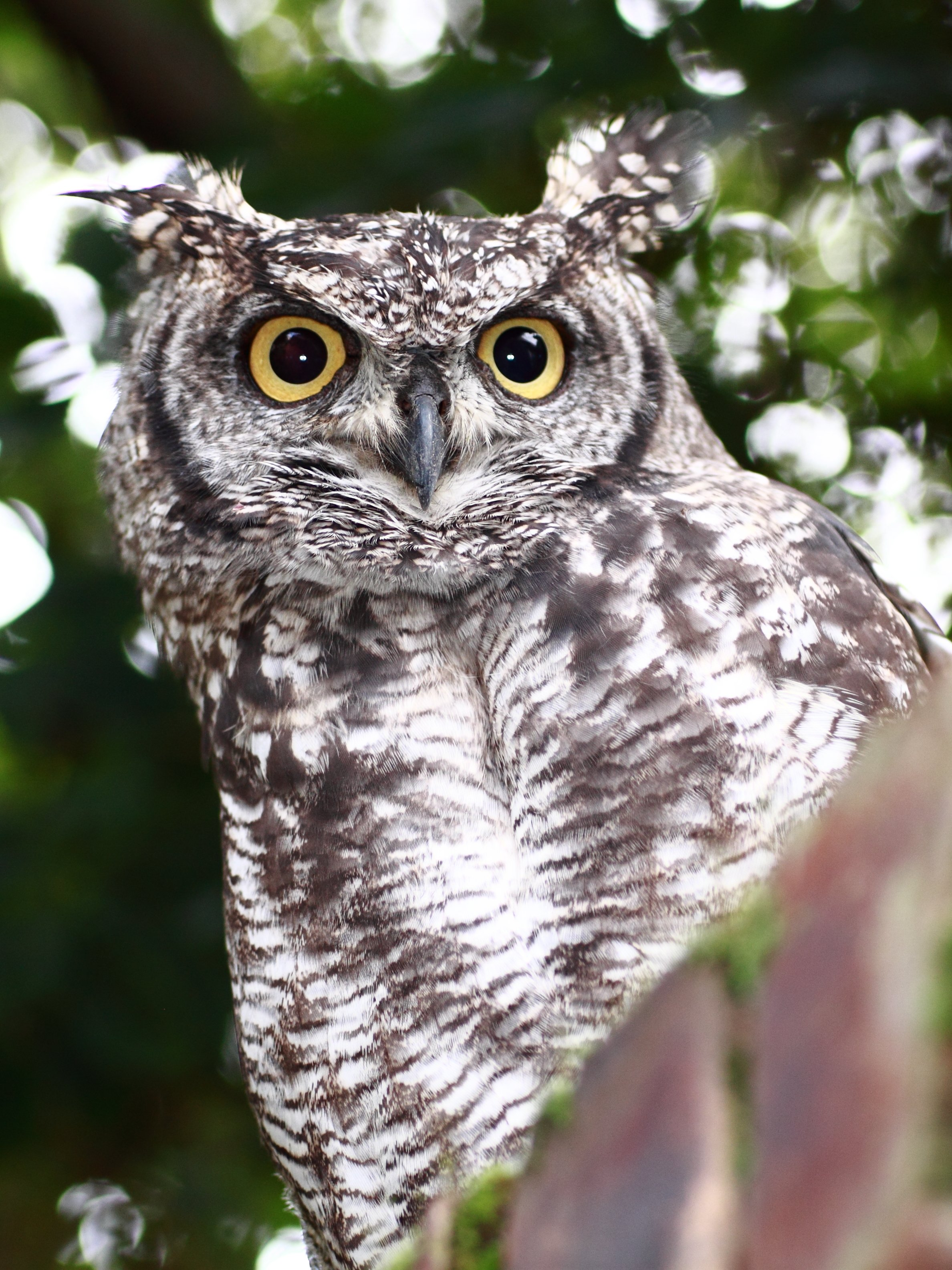
En Johannesburg, Sudáfrica
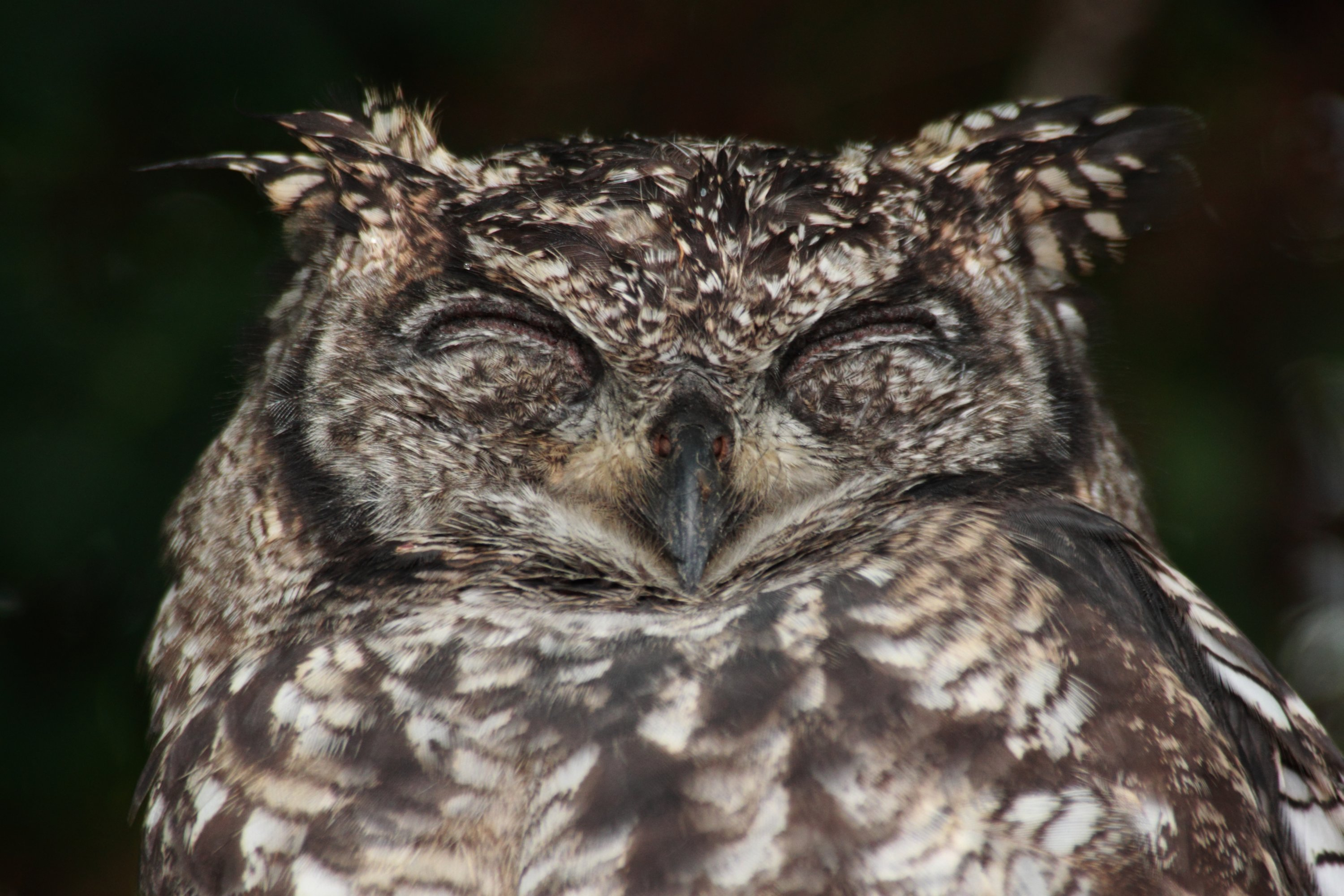
Durmiendo